# Festigkeit
Die Festigkeit eines Werkstoffes beschreibt die Beanspruchbarkeit durch mechanische Belastungen, bevor es zu einem Versagen kommt, und wird angegeben als mechanische Spannung (Kraft pro Querschnittsfläche). Das Versagen kann eine unzulässige Verformung sein, insbesondere eine plastische (bleibende) Verformung oder auch ein Bruch. Die Festigkeit ist definiert als die maximale (technische) Spannung, der ein Werkstoff während seiner Verformung widersteht.
Die Festigkeit hängt ab:
- von der Art der Beanspruchung (Zug, Druck, Biegung, Scherung),
- vom zeitlichen Verlauf (konstant, wechselnd, schwellend) und der Geschwindigkeit der Beanspruchung
- vom Werkstoff

## Arten von Festigkeiten
Misst man die Dehnungen an einem Bauteil in Abhängigkeit unterschiedlich aufgebrachter Kräfte, so erhält man Messkurven, aus denen die technisch relevanten Festigkeitskennwerte ermittelt und Spannungs-Dehnungs-Diagramme erstellt werden können. Je nach Werkstoff, Werkstoffzustand, Temperatur, Art der Belastung und Belastungsgeschwindigkeit können unterschiedliche Festigkeiten erreicht werden. Die Bruchfestigkeiten ist die Spannung unmittelbar vor dem Bruch und damit gleich oder kleiner der allgemeinen Festigkeit. Normalerweise wird die Festigkeit bei Laborbedingungen angegeben und gemessen. Bei erhöhten Temperaturen wird von der Warmfestigkeit gesprochen.

### (Quasi-)Statische, uniaxiale Belastung
Besonders verbreitet sind die Zugverfestigungskurven aus dem einachsigen Zugversuch, weil sie am genausten und mit wenig Aufwand zu messen sind:
- Zugfestigkeit
- Druckfestigkeit

### Mehrachsige Belastung
Viele Kennwerte werden häufig nur im einachsigen Zugversuch ermittelt. Bauteile werden allerdings oft mehrachsig beansprucht (z. B. Wellen auf Biegung und Torsion). So ist eine Biegung genaugenommen eine mehrachsige Beanspruchung. Hier gilt es, unter Zuhilfenahme einer Festigkeitshypothese eine einachsige Vergleichsspannung zu ermitteln, die man dann mit der bekannten Festigkeit vergleichen kann.
- Biegefestigkeit
- Torsionsfestigkeit
- Scherfestigkeit.

### Dynamische Belastung
Schwingende und auch viele sich allgemein bewegende Bauteile werden periodisch belastet. Diese Belastungen können nicht hinreichend mit Hilfe der oben genannten Kennwerte beschrieben werden; der Werkstoff versagt dann bereits bei deutlich geringeren Belastungen. Solche Belastungen werden mit Hilfe der Dauerschwingfestigkeit erfasst. Man unterscheidet daher:
- Festigkeit unter ruhender Belastung;
- Festigkeit unter (einmalig) schnell aufgebrachter Belastung (z. B. dynamischer Impuls);
- Zeitfestigkeit, wenn ein Bauteil eine beschränkte Anzahl wiederholter Belastungen aushalten soll;
- Dauerfestigkeit oder Ermüdungsfestigkeit, wenn das Bauteil „unendlich viele“ wiederholte Belastungen überdauern soll.

## Hochfeste Werkstoffe
Metalle, die durch bestimmte Vergütungsverfahren besonders hohe Festigkeitswerte im Vergleich zu ihrer „normalen Festigkeit“ erreichen, nennt man hochfest. Ebenso werden manche Metall-Legierungen als hochfest bezeichnet, die speziell für so hohe Beanspruchungen entwickelt wurden, dass übliche Metalle und Materialien nicht verwendbar sind. Hochfeste Werkstoffe besitzen in der Regel eine hohe Elastizitätsgrenze und brechen häufig nach geringer Verformung spröde.
Werkstoffe mit hoher Festigkeit eignen sich im Allgemeinen für den Leichtbau, insbesondere Werkstoffe mit einer hohen spezifischen Festigkeit (Festigkeit pro Dichte). Hochfeste Werkstoffe lassen sich im Allgemeinen jedoch schwerer bearbeiten. Für eine günstige Umformbarkeit (Bearbeitbarkeit durch Schmieden und ähnliche Verfahren) und Zerspanbarkeit (Bearbeitbarkeit durch Fräsen, Bohren, und weitere) gilt im Allgemeinen eine geringe Festigkeit als wünschenswert. Reine Metalle weisen meist eine geringere Festigkeit auf als Legierungen.
Von der Festigkeit sind einige ähnliche Werkstoffkenngrößen zu unterscheiden: Steifigkeit beschreibt den Zusammenhang zwischen Dehnung und mechanischen Spannungen, während die Härte eines Werkstoffes seinen Widerstand gegenüber eindringenden Körpern beschreibt. Die Zähigkeit ist das Maß für die Fähigkeit eines Werkstoffs, Verformungsenergie (plastisch) aufzunehmen, ohne zu brechen. Die Werkstoffeigenschaften hängen teilweise voneinander ab (siehe zum Beispiel Härte und Festigkeit).

## Bauteil-Auslegung am Beispiel „Stahldraht“
Die Mindestzugfestigkeit liegt beispielsweise bei einem Stahl (S235JR – früher St37-2), der im Stahlhochbau verwendet wird, je nach Qualität bei 370 N/mm². Seine Mindeststreckgrenze hingegen bei 235 N/mm². Würde man nun in einem Zugversuch eine Probe dieses Stahls, welche einen Querschnitt von 1 mm² hat, mit einer Kraft belasten, müsste diese (zu einem gewissen Prozentsatz; i. d. R. der 95-%-Fraktilwert) bei mindestens 370 N liegen, um die Probe zu zerreißen. 370 N entsprechen auf der Erde dem Gewicht einer Masse von 37,7 kg. Daraus kann geschlossen werden, dass beim Versuch, mit diesem Stahldraht eine Masse von 37,7 kg oder größer zu heben, ein Versagen des Werkstoffes nicht mehr ausgeschlossen werden kann. Bei dieser Belastung wird der Draht bereits bleibend (plastisch) verformt. Da dies meistens nicht zugelassen werden soll, verwendet man bei der mechanischen Auslegung von Bauteilen häufig die Mindeststreckgrenze {\displaystyle R_{e}}. Dieser Wert gibt die Spannung im Werkstoff an bis zu der im Wesentlichen nur eine elastische Verformung stattfindet. Das heißt bei einer Zugkraft {\displaystyle F_{\mathrm {z} }} von 235 N auf eine Probe mit einem Querschnitt von 1 mm² dehnt sich diese Probe zwar, sie kehrt aber im Wesentlichen, ohne sich bleibend (plastisch) zu verformen, in ihren Ursprungszustand zurück. Hier lässt sich eine Masse von 23,9 kg ermitteln, mit deren Gewicht dieser Werkstoff im Zugversuch belastet werden kann, sich aber elastisch verhält.

## Sicherheitsfaktor
Aus Sicherheitsgründen werden die genannten Kennwerte in der technischen Anwendungen grundsätzlich noch durch einen Sicherheitsfaktor dividiert, der die Unsicherheiten bei der Beurteilung der Beanspruchung und die Streuung der Widerstandsgrößen berücksichtigt, aber auch vom möglichen Schaden bei Versagen des Bauteils abhängt.

### Betonbau
Im Grunddokument des Eurocode 3 ist der empfohlene Teilsicherheitsbeiwert für ständige und vorübergehende Bemessungssituationen für Beton γc=1,5 und für Betonstahl, als auch für Spannstahl γs=1,15. Bei außergewöhnlichen Bemessungssituationen ist γc=1,2 für Beton und γs=1,0 für Betonstahl als auch für Spannstahl.

### Stahlbau
Im Stahlbau liegt in Österreich und Deutschland der Sicherheitsfaktor, analog zum Grunddokument, gegen Versagen für Stahl gemäß Eurocode 3 bei γM2=1,25. Gemäß dem Grunddokument Eurocode 3 wird eine Sicherheitsfaktor von 1,0 gegen Fließen (γM0 und γM1) vorgeschlagen, welche z. B. in Österreich und Großbritannien übernommen wurde, jedoch weicht Deutschland (ausschließlich) beim empfohlenen Wert γM1 im nationalen Anhang ab (nicht aber bei γM0) und wählt γM1 für Hochbauten (exklusive außergewöhnliche Bemessungssituationen) 1,1, der Wert für γM0 wird ebenfalls (außer bei Stabilitätsnachweisen in Form von Querschnittsnachweisen mit Schnittgrößen nach Theorie II. Ordnung) zu 1,0 gewählt. Dabei ist zu beachten, dass die Belastungen jeweils durch eigene Faktoren abgesichert werden (siehe semiprobabilistisches Teilsicherheitskonzept des Eurocode 0).

### Verbundbauwerke aus Stahl und Beton
Das Grunddokument des Eurocode 4 verweist bezüglich Teilsicherheitsbeiwerten:
- von Beton und Betonstahl auf Eurocode 2
- von Baustahl, Profilblechen und Verbindungsmitteln auf Eurocode 3.

### Holzbau
Der Designwert von Festigkeiten berechnet sich laut Eurocode 5 zu:
{\displaystyle X_{d}=k_{\text{mod}}\cdot {\frac {X_{k}}{\gamma _{M}}}}
kmod ist der Modifikationsbeiwert der Festigkeiten zur Berücksichtigung der Nutzungsklassen und Klassen der Lasteinwirkungsdauer. Dieser liegt zwischen 0,2 ≤ kmod ≤ 1,1; für mittlere (Dauer-)Einwirkungen ist kmod für Vollholz als auch Brettschichtholz in den Nutzungsklassen 1 (Innenbereiche) und 2 (überdacht) gleich 0,8; in der Nutzungsklasse 3 (bewettert) 0,65 und für kurze Einwirkungen ist kmod für Vollholz als auch Brettschichtholz in den Nutzungsklassen 1 (innen) und 2 (überdacht) gleich 0,9; in der Nutzungsklasse 3 (bewettert) 0,7.
γM ist für außergewöhnliche Situationen gleich 1 und für die Grundkombination 1,2 ≤ γM ≤ 1,3, wobei für Vollholz und für Verbindungen γM gleich 1,3 ist und für Brettschichtholz γM = 1,25 ist.